# 가브리에우 시우바
가브리에우 모이제스 안투니스 다 시우바, 줄여서 가브리에우 시우바(포르투갈어: Gabriel Moisés Antunes da Silva, 1991년 5월 13일, 브라질 피라시카바 ~ )는 브라질의 축구 선수로 현재 리그 1 클럽인 생테티엔에서 뛰고 있다. .

## 수상 경력
브라질 U-20
- CONMEBOL U-20 축구 선수권 대회: 2011년
- FIFA U-20 월드컵: 2011년